# Anunciação (Ticiano, San Salvador)
A Anunciação é uma pintura do mestre renascentista italiano Ticiano, executada entre 1559 e 1564. Permanece na Igreja de San Salvador, em Veneza, para a qual foi encomendada. Originalmente, três pinturas foram encomendadas pela família D'Anna para suas capelas na Igreja de San Salvador, em Veneza, norte da Itália. Apenas dois dos três permanecem na igreja. 